# Berthellina engeli
Berthellina engeli is een slakkensoort uit de familie van de Pleurobranchidae. De wetenschappelijke naam van de soort is voor het eerst geldig gepubliceerd in 1936 door Gardiner.